# Benji Hughes
Benji Hughes is een Amerikaanse zanger, componist, tekstdichter en muzikant uit Charlotte (North Carolina). Op 22 juli 2008 bracht hij zijn debuutalbum A Love Extreme uit, een dubbel-cd met 25 liedjes. Het is opgenomen met de producer en sessie-muzikant Keefus Ciancia.

## Biografie
Hughes groeide op bij zijn moeder, een Jehova's getuige in Charlotte, maar bracht ook veel tijd door op het platteland in Tennessee, bij zijn alcoholistische vader. Vanwege de religie van zijn moeder werd Hughes vaak gescheiden van leeftijdsgenoten. Hij mocht geen feesten of speciale aangelegenheden vieren. Op zondagen ging hij met zijn moeder naar de kerk. Onderweg mocht hij naar de top 40 luisteren, dit wakkerde een interesse aan in muziek; met name die van Prince, the Dire Straits en Duran Duran. Op zijn twaalfde kreeg Benji een gitaar. Twee jaar later trad hij voor het eerst op.
Hughes speelde in de tweede helft van de jaren 90 bij de rockband Muscadine, waarna hij solo ging. In 2003 maakte hij een cd met tien eigen nummers en één cover, allemaal uitgevoerd op zijn Fender Rhodes piano. Al kreeg hij als reactie hierop een aanbod om jingles te gaan schrijven, de cd is nooit uitgebracht. Vijf jaar later verscheen zijn solo-debuut cd A Love Extreme.

## Discografie

### Studioalbums
1. A Love Extreme - 2008